# WiBro
WiBro es una tecnología de banda ancha móvil de Internet desarrollada por la industria de telecomunicaciones coreana. Adapta TDD para duplexarse (separar transmisión y recepción), OFDMA para el acceso múltiple y 8.75 MHz como ancho de banda del canal.
WiBro fue ideado para superar la limitación de la velocidad del teléfono móvil (por ejemplo CDMA 1x, cdma 2x 3x cdaa) y para agregar movilidad a Internet de banda ancha (por ejemplo ADSL o LAN inalámbrica). En febrero de 2002, el gobierno coreano asignó 100 MHz del espectro electromagnético en el intervalo de 2.3-2.4 GHz, y a finales del 2004 WiBro Phase 1 fue estandarizada por el TTA de Corea, y a finales del 2005 ITU reflejó a WiBro como IEEE 802.16e. El servicio comercial se lanzó en junio del 2006 y la tarifa ronda los 35 euros.

## Características
Las estaciones de la base WiBro ofrecerán un rendimiento de procesamiento de datos agregado de 30 a 50 Mbit/s y cubrirán un radio de 1,5 km. Detalladamente, proporcionará la movilidad para los dispositivos móviles hasta 120 Mbit/s, comparado al LAN inalámbrico cuya movilidad es la velocidad de una persona en movimiento y la del teléfono móvil que tiene movilidad de hasta 250 Mbps.
Durante la prueba en la cumbre de APEC Summit en Busan a finales del 2005, el rango actual y la banda ancha eran un poco más bajos que estos números. La tecnología también ofrecerá la movilidad del servicio. La inclusión de QoS (Quality of Service) permite que WiBro soporte el contenido del video y otro datos de manera confiable.
Todas estas, pueden ser las ventajas más fuertes sobre el estándar de Wimax .

## Despliegue de la red
SK Telecom  y Hanaro Telecom han anunciado una sociedad [1] para expandir WiBro por toda la nación en Corea, excepto Seúl y seis ciudades provinciales, en donde las redes independientes serán rodadas hacia fuera.
En noviembre de 2004, Intel y los ejecutivos de la electrónica de LG acordaron asegurar compatibilidad entre la tecnología de WiBro y de WiMAX
En septiembre de 2005, Samsung Electronics firmó un reparto con Sprint Nextel Corporation para proporcionar el equipo para un ensayo de WiBro
En noviembre de 2005, KT Corporation (es decir, Korea Telecom) mostraron los servicios de ensayo de WiBro durante la cumbre económica Asia-Pacífica de la cooperación (APEC) en Busan.
El 10 de febrero de 2006: Telecom Italia, la telefonía dominante e Internet Service Provider en Italia, junto con Samsung Electronics de coreana, demostraron al público un servicio de red de WiBro durante los juegos olímpicos de invierno del 2006, llevados a cabo en Turín, con una velocidad de bajada de 10 Mbit/s y una de subida de algunos centenares de kbit/s incluso en movimiento hasta 115 kilómetros por hora.
En el mismo acontecimiento aseguraron un futuro de 20-30 Mbit/s para el final de este año (2006) y 100+ Mbit/s de bajada / 1+ Mbit/s de subida en 2008.
KT Corporation lanzará el servicio comercial de WiBro a mediados del 2006.
KT Corporation y la telecomunicación de SK lanzaron WiBro alrededor de Seúl el 30 de junio de 2006

## Despliegue del dispositivo
En diciembre de 2005, Samsung presentó sus teléfonos tipo TDA SPH-H1000 y SPH-M8000 de WiBro en el segundo ComBCon internacional (exposición y conferencia de la convergencia de la comunicación y la difusión).